# Кепріана–Скорень
Ландшафтний заказник Кепріана-Скорень — це природоохоронна територія, розташована між селами Кепріана та Скорень у Страшенському районі, Республіка Молдова (обхід лісництва Кепріана, ділянки 49-57; обхід лісництва Скорень). Його площа становить 1762 га відповідно до Закону. Відповідальний користувач - Страшенське лісове господарство.

## Географічні особливості
Заказник розташований на Середньомолдавському плато, яке також називають Центральні Кодри. За даними Туристичного агентства Республіки Молдова, заказник межує з селами Лозова, Ворнічень, Пенешешть, Кожушна і Трушень. Природоохоронна територія розташована на правому березі річки Ішновец, у лісових масивах Кепріана та Скорень на схилі північної експозиції. Висота коливається в межах 70 м у заплаві річки до 330 м на вершині схилу. Ґрунти сірі лісові. Заказник включає як низку лісових угідь, так і луки.

## Класифікація

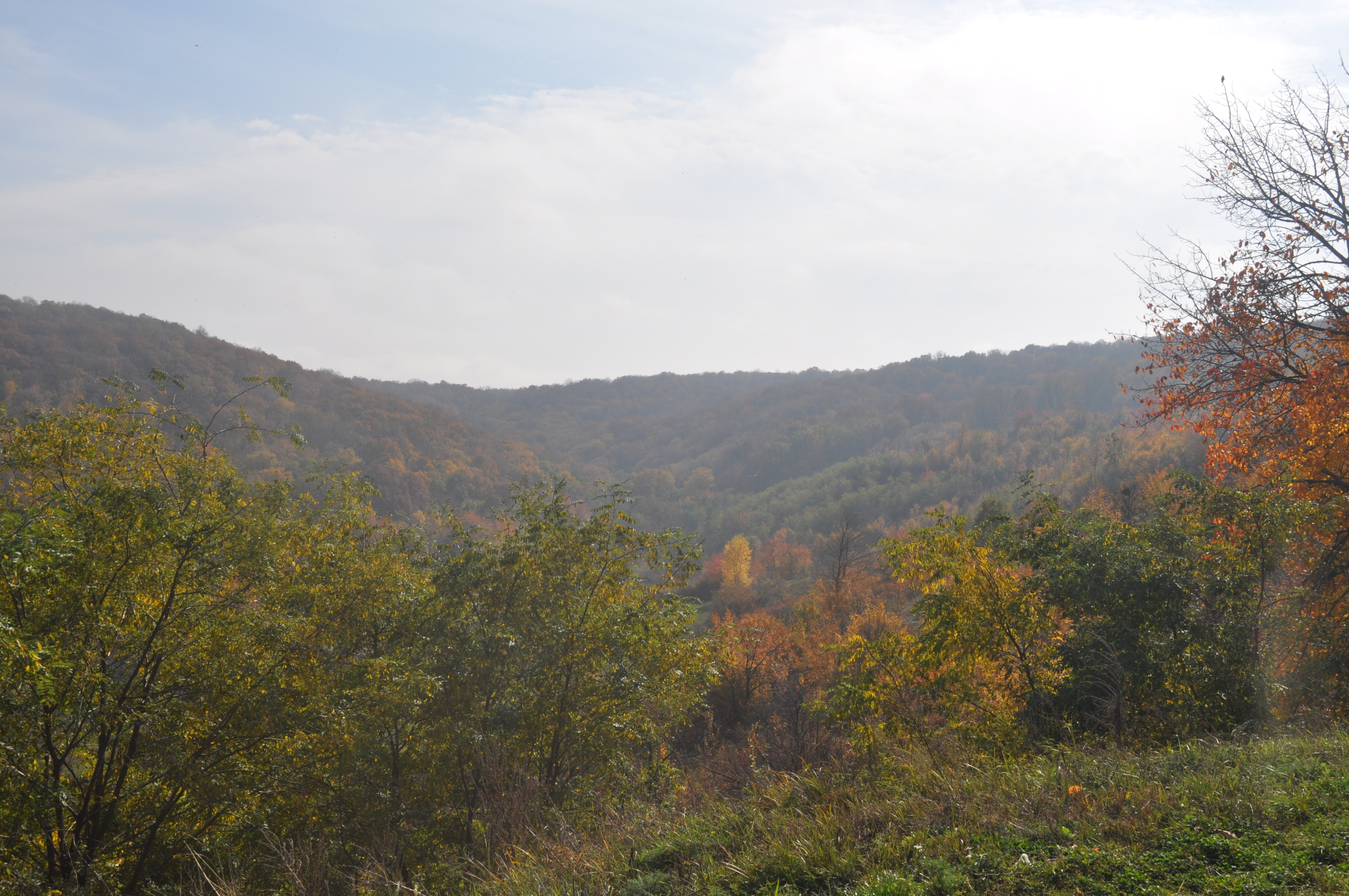
Осінній пейзаж

Природну територію було віднесено до фітокліматичного рівня (FD2) з трьома типами станцій та шістьма типами лісу.

## Рослинність
Всього виявлено 243 види судинних рослин, з них 18 деревних, 15 кущових і 210 трав'янистих рослин. Лісова рослинність представлена 155 видами: 17 дерев, 13 кущів і 125 трав.

### Лісові екосистеми

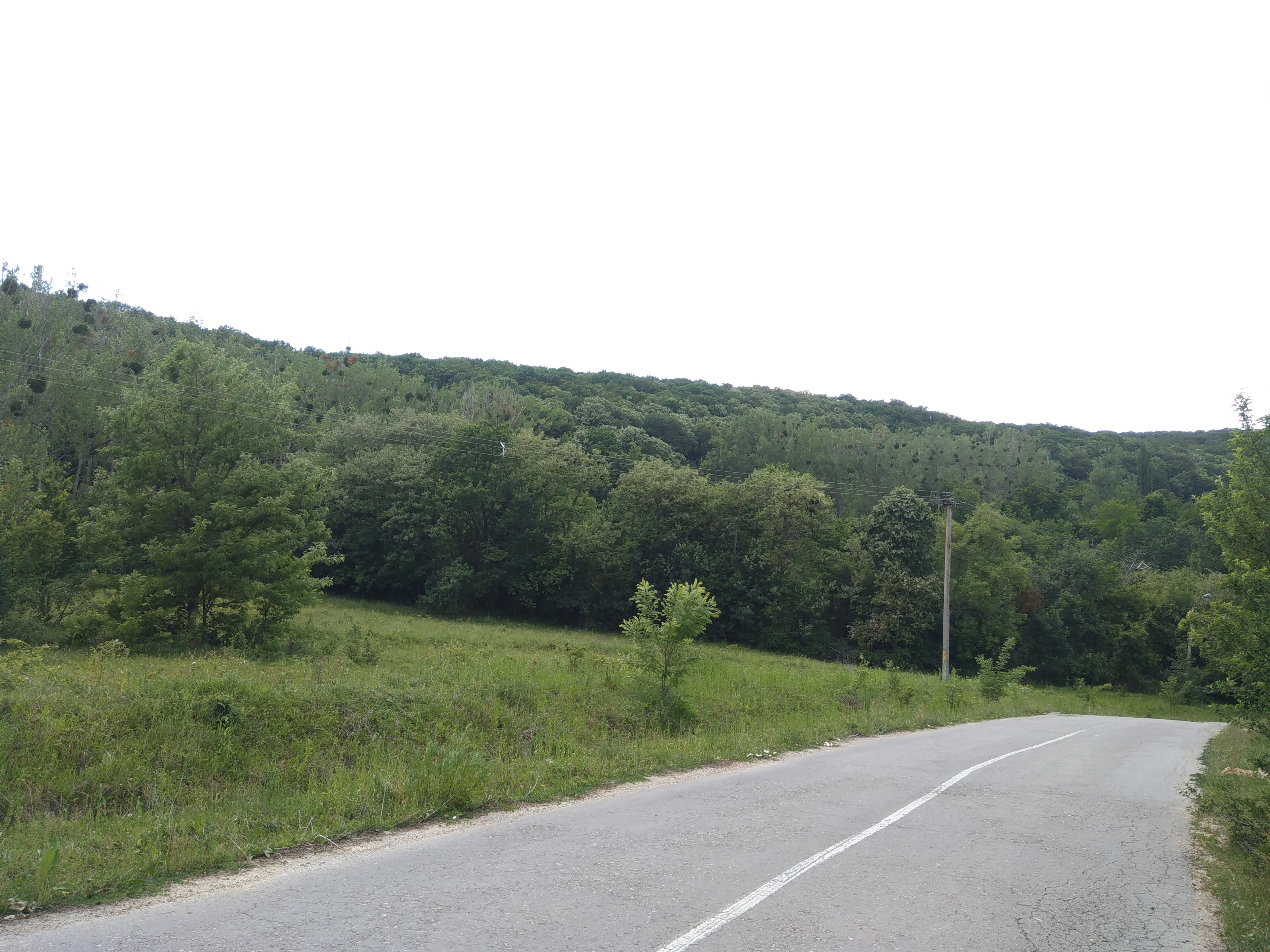
Вид від в'їзду в село Кондріца

Виявлено 18 видів дерев. Серед основних аборигенних видів переважають дуб скельний (Quercus petraea) та дуб звичайний (Quercus robur), а серед похідних переважає граб звичайний (Carpinus betulus). Верхній ярус лісу заселений також липою сріблястою (Tilia tomentosa), дрібнолистою (Tilia cordata), ясенем (Fraxinus excelsior) та черешнею (Cerasus avium). Супутніми видами є клен польовий (Acer campestre), клен звичайний (A. platanoides), явір (A. pseudoplatanus), клен татарський (Acer tataricum), яблуня лісова (Malus sylvestris), осика (Populus tremula), груша (Pyrus pyraster), берека (Sorbus torminalis), Ulmus carpinifolia та Ulmus laevis. На луках біля річки Ішновец росте Верба біла (Salix alba). Невелика кількість територій заселена немісцевими видами, наприклад ялиною європейською (Picea abies). На узліссі ізольовано росте Клен ясенелистий (Acer negundo). До 2018 року була також зареєстрована Сосна чорна європейська (Pinus nigra).
За критерієм походження в заказнику Кепріана–Скорень виділено три категорії деревостанів: природні корінні, похідні та штучні. За продуктивністю деревостани бувають малої та середньої продуктивності.

#### Корінні природні деревостани обліковано на 39 ділянках, на площі 918,5га, тобто 51,4% від загальної площі заказника.[2]
Природні корінні ліси дуба скельного сформувалися на висоті 130-330 м над рівнем моря, на схилах північної та північно-західної експозиції, рідше північно-східної та південно-західної. На ділянці площею 83,1 га ростуть чисті насадження дуба скельного середньої продуктивності, а на іншій ділянці площею 630,4 га зустрічаються змішані насадження дуба скельного за участю дуба черешчатого (Quercus robur), граба (Carpinus betulus), липи (Tilia tomentosa, Tilia cordata) та ясена (Fraxinus excelsior). Супутні види представлені вишнею (Cerasus avium), кленом польовим (Acer platanoides), кизилом (Acer campestre) та горобиною (Sorbus torminalis).
Природні корінні ліси дуба звичайного займають площу 93,8 га, на 4 ділянках. Більшість з них знаходиться у долині річки Ішновец та на її березі, на висоті 128-180 м. Мають середню продуктивність. Ділянка площею 18 га містить чисті насадження, інші 3 загальною площею 75,8 га мають змішані насадження.

#### Частково похідні деревостани
Ліси, класифіковані як частково похідні, заселяють 42 ділянки на площі 503,5 га, тобто 28,2% загальної площі заповідника.
Насадження, частково похідні від дуба скельного, є на 11 ділянках на площі113,1 га. Частка дуба скельного в насадженні коливається від 10% до 50%.
Насадження, частково похідні від дуба черешчатого, розташовані на 4 ділянках, загальною площею 58,6 га.  Вони складаються з дуба, граба, липи, ясена, черешні. Участь дуба становить 10-30%.
Насадження, частково похідні від граба, виявлено на 21 ділянці загальною площею 271,4 га. Частка граба у насадженні становить 30-70%. На одній з ділянок є 10-20% дуба скельного. Дуб черешчатий у незначній кількості присутній на 5 ділянках. У домішку трапляються липа, ясен, явір польовий і гірський, югастр та ін.
Насадження, частково похідні від липи, виявлені на 4 ділянках площею 33,4 га. Цей вид становить 30-50% деревостану та доповнюється грабом, ясенем, югастром, палтином і дубом скельним.
Насадження, частково похідні від ясена, займають територію 2 ділянок площею 27 га. Представляє змішані насадження ясена за участю дуба скельного, дуба черешчатого, граба, палтинулу та югастру.

#### Повністю похідні деревостани
Насадження, які вважаються повністю похідними, зареєстровані на 16 підділянках на площі 284,6 га, тобто 15,9% від загальної площі.
Насадження, повністю похідні від граба, налічують 9 ділянок площею 169 га. Одна з них містить найбільшу популяцію таких дерев на площі 91,1 га. Ще 5 ділянок містять чисті грабові насадження з незначною участю дуба скельного, липи та ясена і майже незначною – граба звичайного.
Насадження, повністю похідні від липи, ростуть на 4 ділянках площею 102,1 га. Найбільша ділянка займає площу 82,6 га. Різноманітність низька: крім липи, тут ростуть лише ясен, граб і кілька екземплярів дуба скельного.
Насадження, повністю похідні від ясена, є чистими насадженнями з незначною участю граба та липи. Займає площу 0,7 га.

#### Штучні деревостани
Всього 25 ділянок, на площі 50,3 га, із штучними насадженнями дуба скельного та звичайного, ясена та смереки.
Штучні насадження дуба скельного ростуть на 7 ділянках площею 15,9 га. Це чисті насадження дуба скельного зі скромною участю липи, ясена, граба звичайного.
Штучні насадження дуба черешчатого – чисті насадження середньої продуктивності, висаджені на території площею 8,3 га на 6 ділянках.
Штучні насадження дуба скельного та черешчатого - змішані насадження середньої продуктивності, висаджені в межах 3 ділянок на площі 12 га. Участь основних порід незначна, їх супроводжують липа, ясен звичайний, граб звичайний.
Штучні ялинники, в тому числі окремі сосни, займають 2,3 га на двох ділянках. Відрізняються середньою продуктивністю.

### Чагарники
Ландшафтний заказник Кепріана–Скорень відносно тінистий, тому лісовий ярус чагарників скромний. Зафіксовані зарості дерену. Повний список чагарникових видів наведено нижче:
- Cornus mas
- Corylus avellana
- Crataegus curvisepala
- Crataegus monogyna
- Euonymus europaea
- Euonymus nanus
- Euonymus verrucosa
- Prunus spinosa
- Rosa canina
- Rubus caesius
- Sambucus nigra
- Staphylea pinnata
- Swida sanguinea
- Viburnum lantana
- Viburnum opulum

### Лучно-степові екосистеми
Трав'яний лісовий ярус складається з 210 видів, серед яких:
- Деревій благородний (Achillea nobilis)
- Пижмівка звичайна (Adoxa moscatelina)
- Горобейниця пурпурово-синя (Aegonychon purpureocaeruleum)
- Яглиця звичайна (Aegopodium podagraria)
- Парило звичайне (Agrimonia eupatoria)
- Горлянка повзуча (Ajuga reptans)
- Кінський часник черешковий (Alliaria petiolata)
- Часник ведмежий (Allium ursinum)
- Анемона жовтецева (Anemonoides ranunculoides)
- Бугила лісова (Anthriscus sylvestris)
- Гусимець баштовий (Pseudoturritis turrita)
- Лопух великий (Arctium lappa)
- Лопух повстистий (Arctium tomentosum)
- Полин гіркий (Artemisia absinthium)
- Кліщинець східний (Arum orientale)
- Копитняк європейський (Asarum europaenum)
- Астрагал солодколистий (Astragalus glycyphillos)
- М'яточник чорний (Ballota nigra)
- Череда тридільна (Bidens tripartita)
- Куцоніжка лісова (Brachypodium sylvaticum)
- Стоколос Бенекена (Bromopsis benekenii)
- Стоколос безостий (Bromus inermis)
- Плетуха звичайна (Calystegia sepium)
- Дзвоники болонські (Campanula bononiensis)
- Campanula cervicaria
- Campanula persicifolia
- Campanula rapunculoides
- Campanula rapunculus
- Campanula trachelium
- Cardamine impatiens
- Carex brevicollis
- Carex contigua
- Carex pilosa
- Carpesium cernuum
- Cephalanthera damasonium
- Cephalanthera longifolia
- Chaerophyllum temulum
- Cichorium intybus
- Circea lutetiana
- Cirsium arvense
- Clinopodium vulgare
- Convallaria majalis
- Corydalis cava
- Corydalis marschalliana
- Corydalis solida
- Crepis setosa
- Dactylis glomerata
- Daucus carota
- Dentaria bulbifera
- Elytrigia repens
- Epilobium parviflora
- Epipactis helleborine
- Epipactis purpurata
- Equisetum telmateia
- Erigeron annuus
- Erigeron canadensis
- Eupatorium canabinum
- Euphorbia amygdaloides
- Festuca gigantea
- Ficaria verna
- Fragaria vesca
- Fragaria viridis
- Gagea luteum
- Gagea pusilla
- Galega officinalis
- Galeobdolon luteum
- Galium odoratum
- Geranium robertianum
- Geum urbanum
- Glechoma hirsuta
- Hedera helix
- Hordelymus europaeus
- Hypericum hirsutum
- Hypericum perforatum
- Inula conyza
- Isopyrum thalictroides
- Lapsana communis
- Lathrea squamaria
- Lathyrus aureus
- Lathyrus niger
- Lathyrus vernus
- Leonurus cardiaca
- Leucanthemum vulgare
- Lilium martagon
- Lotus corniculatus
- Lycopus europaeus
- Lysimachia nummularia
- Medicago lupulina
- Melica uniflora
- Neotia nidus-avis
- Piptatherum virescens
- Polygonatum latifolium
- Polygonatum multiflorum
- Potentilla argentea
- Potentilla impolita
- Prunella vulgaris
- Pulmonaria obscura
- Pulmonaria officinalis
- Ranunculus auricomus
- Ranunculus cassubicus
- Rorippa sylvestris
- Rumex confertus
- Rumex sanguineus
- Sambucus ebulus
- Sanicula europaea
- Scilla bifolia
- Scrophularia nodosa
- Scutellaria altissima
- Stachys sylvatica
- Stellaria holostea
- Tanacetum vulgare
- Torilis arvense
- Trifolium album
- Trifolium pratense
- Tussilago farfara
- Urtica dioica
- Verbascum phlomoides
- Verbascum speciosum
- Verbena officilanis
- Veronica chamaedrys
- Vicia sylvatica
- Viola alba
- Viola hirta
- Viola mirabilis
- Viola reichenbachiana

### Лучна (трав'яниста) рослинність

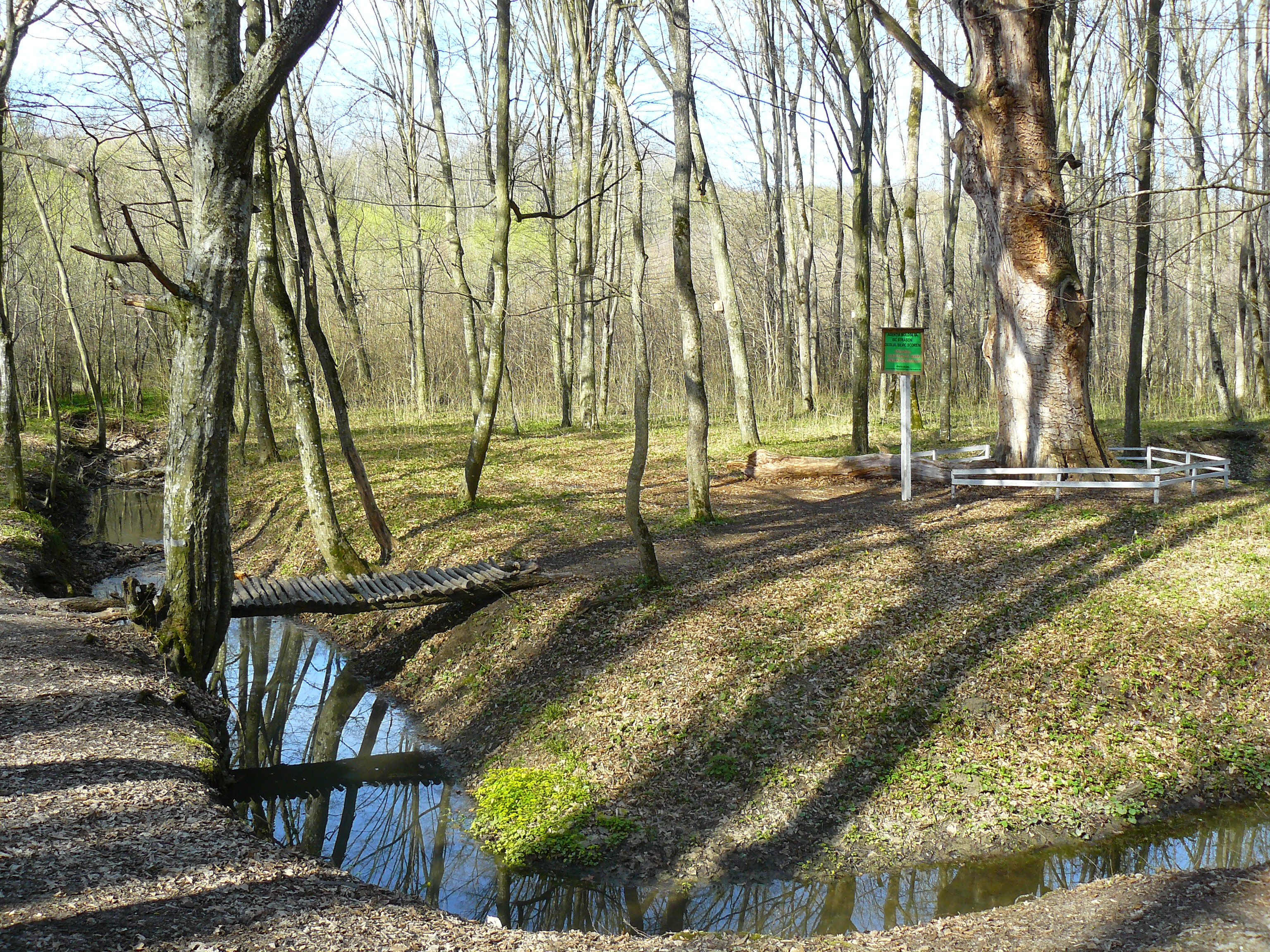
Притока річки Ішновец, на південному сході заповідника

На південно-східному кінці села Кепріана, в долині річки Ішновец є 86 га мезофільних луків, що чергуються з заростями дерев і кущів. Тут зафіксовано наявність 122 видів судинних рослин, а саме:
- 10 деревних видів — Acer campestre, Carpinus betulus, Fraxinus excelsior, Malus sylvestris, Pyrus pyraster, Quercus robur, Salix alba, Tilia cordata, Ulmus carpinifolia, Ulmus laevis;
- 8 чагарникових видів — Amorpha fruticosa, Euonymus europaea, Hippophae rhamnoides, Prunus spinosa, Rubus caesius, Salix caprea, Salix cinerea, Viburnum opulum;
- 2 види ліан — Humulus lupulus і Solanum dulcamara;
- 102 види трав'янистих рослин за категоріями:
  - 30 видів болотних лучних злаків — Agrostis stolonifera, Agrostis gigantea, Alisma plantago-aquatica, Bidens cernua, Bidens tripartita, Calystegia sepium, Carex acutiformis, Carex cespitosa, Carex riparia, Equisetum arvense, Galium palustre, Heracleum sibiricum, Inula helenium, Juncus effusus, Lycopus europaeus, Lysimachia nummularia, Lythrum salicaria, Lythrum virgatum, Mentha arvensis, Mentha longifolia, Phragmites australis, Poa palustris, Polygonatum hydropiper, Rumex hydrolapathum, Scirpus sylvaticus, Scrophularia umbrosa, Sonchus palustris, Symphytum officinale, Tussilago farfara, Typha latifolia;
  - 32 види мезофітних лучних злаків — Achillea ochroleuca, Althea officinalis, Calamagrostis epigeios, Carex otrubae, Carex vulpina, Cichorium intybus, Daucus carota, Elytrigia repens, Galium mollugo, Galium tricornutum, Geranium sylvaticum, Inula britanica, Juncus gerardii, Lathyrus sylvestris, Lathyrus tuberosus, Lotus corniculatus, Medicago falcata, Melilotus officinalis, Picris hiracioides, Plantago major, Poa pratensis, Polygonum aviculare, Potentilla anserina, Potentilla reptans, Ranunculus acer, Rumex confertus, Rumex sylvestris, Stellaria media, Taraxacum officinale, Taraxacum serotinum, Trifolium pratense, Trifolium repens;
  - 13 видів трав лісових і вологих лісів — Aegopodium podagraria, Ajuga reptans, Angelica sylvestris, Anthriscus sylvestris, Astragalus onobrychis, Cucubalus baccifer, Filago arvensis, Fragaria vesca, Galium aparine, Geranium sanguineum, Poa annua, Veronica hederifolia, Vicia sylvatica;
  - 6 видів злаків ксерофітних станцій — Carex michelii, Cynodon dactylon, Festuca valesiaca, Plantago lanceolata, Poa angustifolia, Verbascum speciosum;
  - 15 рудеральних видів — Agrimonia eupatoria, Artemisia absinthium, Artemisia annua, Aster amellus, Carduus acanthoides, Conium maculatum, Dipsacus laciniatus, Eupatorium cannabinum, Inula oculus-christi, Iva xantifolia, Matricaria perforata, Sambucus nigra, Tanacetum vulgare, Urtica dioica, Xanthium strumarium та інші.

### Рідкісні види
Рідкісними вважаються 19 видів рослин. Це Sorbus torminalis, Staphilea pinnata, Viburnum opulus, Euonymus nanus, Epipactis helleborine, Neottia nidus-avis, Platanthera bifolia, Lilium martagon, Tulipa biebersteiniana, Cephalanthera longifolia, Cephalanthera rubra, Ornithogalum flavescens, Scrophularia umbrosa, Aconitum lasiostomum, Epipactis purpurata, Nectaroscordum bulgaricum, Orchis morio, Cephalanthera damasonium і Polygala vulgaris.

### Фітоценотичне різноманіття
Рослинні угруповання в заповіднику віднесені до:
- as. Querco (roboris)–Carpinetum Soó et Poćs (1931) 1957
- as. Quercetum robori-petraeae Borza (1928) 1959
- as. Carpino-Quercetum petraeae Borza 1941
- as. Tilio tomentosae–Carpinetum Doniță 1968.

## Охоронний статус
Заповідна територія Кепріана–Скорень є репрезентативним місцем зростання дуба скельного та черешчатого, характерних для лісів центральної Молдови, і має велике значення завдяки своєму флористичному та ландшафтному складу.
Лісовий масив, частиною якого є заповідник, був оголошений пам'яткою природи в Бессарабії згідно з Рішенням Ради міністрів Румунії від 19 липня 1937 р. Сучасне розмежування природної території було здійснено Рішенням постанови Ради Міністрів Молдавської РСР від 8 січня 1975 р. № 5, коли її було оголошено природоохоронною територією цінних лісів і взято під охорону держави. Охоронний статус було підтверджено Законом № 1538 від 25 лютого 1998 року про фонд природних територій, що охороняються державою, в додатках до якого ліс віднесено до категорії «Ландшафтні заказники». Заповідником керує Страшенське лісове господарство через обходи лісового господарства Кепріана (907,9 га) і Скорень (856,6 га). Загальна площа в джерелах зазначена по-різному: 1762,4 га відповідно до Закону № 1538, 1764,5 га за дослідженням 2013 р. або 1786 га, на думку деяких фахівців Академії Наук Молдови.

### Фактори деградації
Природа на території заповідника постраждала від стихійних лих і впливу людини. У листопаді 2000 р. велика площа лісу була вражена фітофторозом. Посуха 2007 року завдала шкоди деяким ділянкам. Сильний снігопад у квітні 2017 року спричинив значні пошкодження крони дерев.
Негативний вплив мало будівництво військового об’єкта в лісі у 1980-1990-х роках. Під час монтажу військової техніки вилучено 107 га лісу з природними корінними насадженнями дуба скельного, і внаслідок діяльності людини ліс був заселений рудеральними видами рослин, що дестабілізує природні фітоценози. Сьогодні будівлі занедбані та зруйновані. У 2016 році сайт розслідувань повідомив про будівництво, на території  заповідника площею 7 га комплексу розкішних вілл. Міністерство навколишнього середовища Молдови тоді уточнювало, що ця земля фактично не належить до лісового фонду та заповідної території, а була виділена мешканцям села Кепріана як ділянки сільськогосподарських угідь із охоронною зоною з 1400 м між сільськогосподарськими ділянками та ландшафтним заказником. 
Неефективне господарювання призвело до деградації флористичного складу, виявивши на 58 ділянках (788 га, тобто 44,1% від загальної площі заказника) похідних деревостанів. Створення штучних гаїв зроблено без урахування лісорослинних умов регіону. Фактором забруднення є дороги та стежки, які перетинають заказник.
З метою покращення екологічної ситуації рекомендується організовувати рекреаційні зони у спеціально відведених місцях, щоб мінімізувати використання заповідних екосистем як зон відпочинку. З метою оптимізації збереження рослинного різноманіття деякі фахівці Ботанічного саду (Інституту) Академії наук Молдови в 2007 році запропонували рішення в рамках робіт з екологічної реконструкції відповідності насаджень умовам середовища.

## Зовнішні посилання
- Вікісховище має мультимедійні дані за темою: Кепріана–Скорень